# جون ويزلي شيب
جون ويزلي شيب (بالإنجليزية: John Wesley Shipp)‏ هو ممثل أمريكي، ولد في 22 يناير 1955 في نورفولك في الولايات المتحدة.

## أعمال

### مسلسلات
- البرق
- جاغ

## وصلات خارجية
- جون ويزلي شيب على موقع IMDb (الإنجليزية)
- جون ويزلي شيب على موقع ألو سيني (الفرنسية)
- جون ويزلي شيب على موقع أول موفي (الإنجليزية)
- جون ويزلي شيب على موقع قاعدة بيانات برودواي على الإنترنت (الإنجليزية)
- جون ويزلي شيب على موقع قاعدة بيانات الأفلام السويدية (السويدية)
- جون ويزلي شيب على موقع إن إن دي بي (الإنجليزية)
- جون ويزلي شيب على موقع قاعدة بيانات الفيلم (الإنجليزية)
- جون ويزلي شيب على موقع كينوبويسك (الروسية)